# Taras (husitství)
Taras se nazývala ochrana mezery mezi husitskými bojovými vozy.

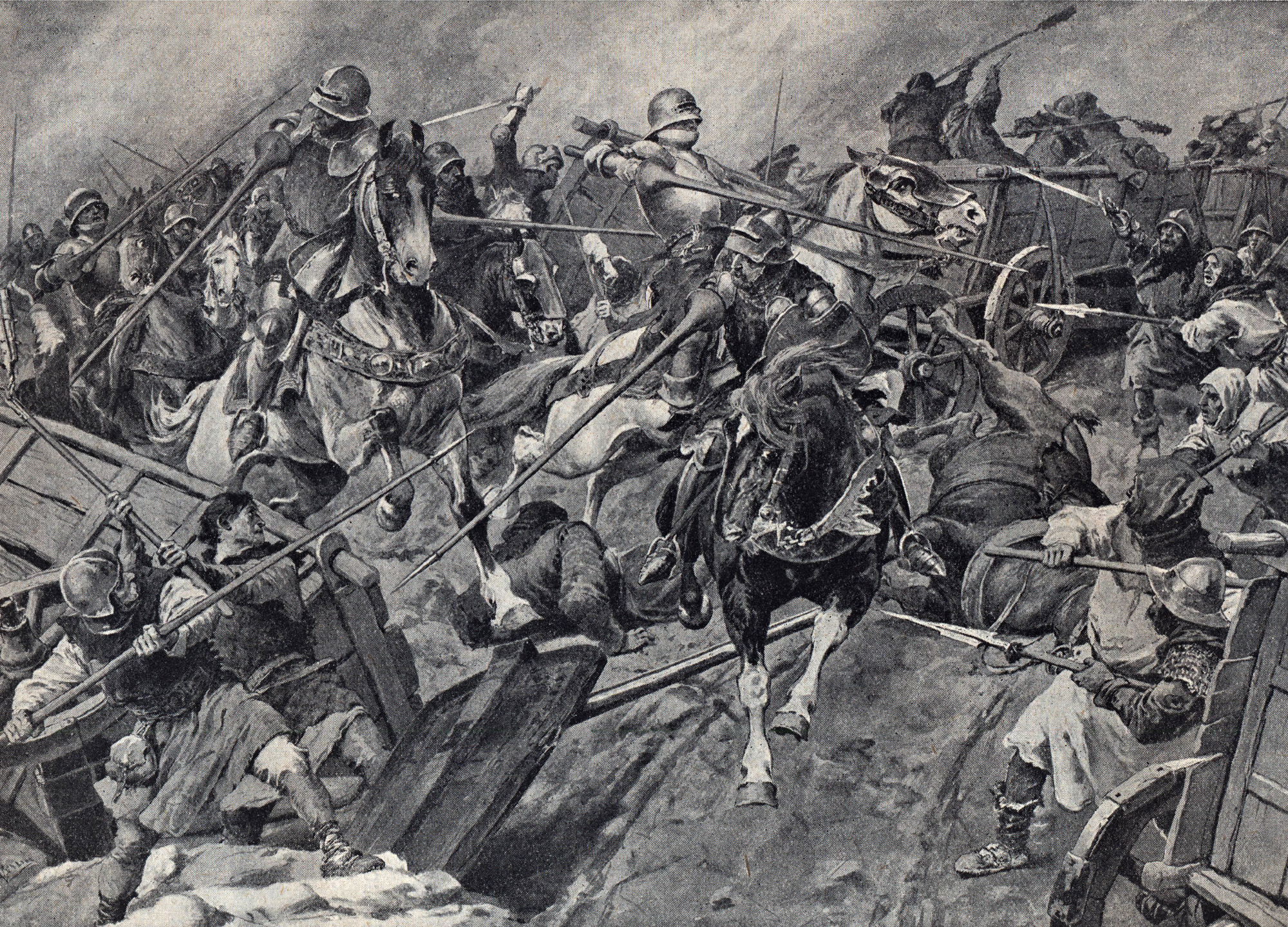
Věnceslav Černý: Bitva u Lipan - rozražení hradby

## Popis
Taras byl dřevěný štít, „prkno zpředu zostřené a železem pobité“, používaný k vykrytí mezery mezi husitskými bojovými vozy. Taras s berlů a děrů (s dřevěnou opěrou a otvorem) byl standardní výbavou bojového vozu.